# Талина
Та́лина (рос. Талина) — селище у складі Шипуновського району Алтайського краю, Росія. Входить до складу Самсоновської сільської ради.

## Населення
Населення — 59 осіб (2010; 111 у 2002).
Національний склад (станом на 2002 рік):
- росіяни — 84 %